# پریسا گراوندی
پریسا گراوندی (زاده ۶ بهمن ۱۳۷۴ در کرمانشاه) بازیکن فوتبال اهل ایران است که در پست دروازه‌بان برای باشگاه فوتبال زنان پرسپولیس در لیگ برتر کوثر بازی می‌کند. او سابقه بازی در آتاشهیر اسپور ترکیه، باشگاه فوتبال زنان سپاهان، باشگاه فوتبال زنان وچان و دعوت شدن به تیم ملی فوتبال زنان ایران را درکارنامه دارد.

## آغاز حرفه
پریسا گراوندی از ۱۲ سالگی به فوتسال و فوتبال علاقه‌مند شد و در همان سن به دروازه‌بانی در فوتسال مشغول شد. او همچنین به ورزش راگبی نیز می‌پرداخت. او از سن ۱۶ سالگی فوتبال را به صورت حرفه‌ای آغاز کرد و پس از مدتی، به تیم ملی فوتبال زیر ۱۹ سال زنان ایران دعوت شد.

## حرفه باشگاهی
پریسا گراوندی، سابقه بازی در باشگاه‌های داخلی همچون زارع باتری، سپاهان و وچان را درکارنامه دارد.

### لژیونر شدن
در تاریخ ۱۳ بهمن ۱۴۰۱، پریسا گراوندی، به آتاشهیر ترکیه پیوست و به دومین بازیکن اهل ایران تبدیل شد که در لیگ برتر فوتبال زنان ترکیه بازی می‌کند.

### پیوستن به پرسپولیس
همزمان با راه‌اندازی مجدد تیم زنان پرسپولیس در سال ۱۴۰۳، پریسا گراوندی در نیم‌فصل دوم لیگ دست یک، به این تیم پیوست. در همان‌فصل، تیم زنان پرسپولیس قهرمان لیگ یک شد و توانست به لیگ برتر کوثر صعود کند.

## رده ملی
گراوندی، از رده جوانان به تیم ملی زنان ایران دعوت شده است. او همچنین، سابقه دعوت شدن و بازی در تیم بزرگسالان ملی ایران را هم در کارنامه دارد.

## افتخارات
- قهرمانی با باشگاه فوتبال زنان پرسپولیس در لیگ دسته اول فوتبال زنان ایران ۰۴–۱۴۰۳